# Soraya Haddad
Pour les articles homonymes, voir Haddad.
Soraya Haddad, née le 30 septembre 1984 à El-Kseur, est une judokate algérienne dont la carrière internationale s'étend de 2000 à 2013. Elle évolue dans la catégorie moins de 48 kg jusqu'en 2007 avant de concourir en moins de 52 kg. Médaillée mondiale, 5 fois championne d'Afrique, elle est également médaillée olympique en 2008 à l'occasion des Jeux de Pékin. Elle est l'athlète la plus titrée du judo féminin algérien,.

## Biographie
Évoluant en moins de 48 kg, la catégorie des poids super-légers, Soraya Haddad enlève une médaille de bronze aux championnats d'Afrique seniors quelque temps après une participation sans succès aux championnats du monde juniors. En 2003, elle participe pour la première fois aux championnats du monde organisés à Osaka (Japon). La jeune judokate passe deux tours avant de se faire battre par la future médaillée d'argent Frédérique Jossinet. Deuxième du tournoi de coupe du monde de Hambourg en 2004, elle participe aux Jeux olympiques d'été de 2004 mais se fait éliminer par la championne olympique en titre, la Japonaise Ryoko Tani. Repêchée grâce à cette dernière, elle est définitivement écartée de la course au podium après une seconde défaite.
En 2005, Soraya Haddad s'illustre au niveau international en remportant la médaille d'or aux championnats d'Afrique, aux Jeux méditerranéens disputés à Almeria et une première médaille mondiale lors des championnats du monde 2005 organisés en Égypte.
Passée dans la catégorie de poids supérieure, les moins de 52 kg, la judokate algérienne décide d'arrêter sa carrière sportive de haut-niveau fin 2006. Elle explique alors ce choix par l'impossibilité de mener de front sa carrière sportive et ses études. L'athlète exprime cette amertume en adressant une lettre ouverte au Ministre des sports de l'époque, une lettre où elle souligne l'absence de moyens financiers. Après avoir été reçue par le Ministre, elle revient sur sa décision quelques semaines plus tard.
En 2008, la judokate se qualifie pour de seconds Jeux olympiques au profit notamment d'une nouvelle consécration continentale. Aux Jeux olympiques de Pékin, Soraya Haddad remporte la première médaille de la délégation algérienne en terminant troisième en moins de 52 kg. C'est également la première médaille olympique remportée en judo par un sportif algérien et la première pour le judo féminin africain. Après avoir remporté trois victoires, Haddad se fait sortir en finale de tableau par la Chinoise Xian Dongmei, championne olympique en titre. Elle est cependant repêchée pour disputer le combat pour la médaille de bronze, combat qu'elle remporte contre la Kazakhe Sholpan Kaliyeva.
En 2013, elle obtient son diplôme d'entraîneur, et elle décide d'arrêter sa carrière. Reconvertie entraîneur, elle entraîne l'Équipe d'Algérie juniors filles puis depuis l'équipe de sa ville natale.

## Palmarès

### Jeux olympiques
- Jeux olympiques de 2008 à Pékin (Chine) :
  -  Médaille de bronze en moins de 52 kg (poids mi-légers).

### Championnats du monde
- Championnats du monde 2005 au Caire (Égypte) :
  -  Médaille de bronze en moins de 48 kg (poids super-légers).

### Championnats d'Afrique
- Championnats d'Afrique 2002 au Caire (Égypte) :
  -  Médaille de bronze en moins de 48 kg (poids super-légers).
- Championnats d'Afrique 2004 au Tunis (Tunisie) :
  -  Médaille d'or en moins de 48 kg (poids super-légers).
- Championnats d'Afrique 2005 au Port Elizabeth (Afrique du Sud) :
  -  Médaille d'or en moins de 48 kg (poids super-légers).
- Championnats d'Afrique 2008 au Agadir (Maroc) :
  -  Médaille d'or en moins de 52 kg (poids mi-légers).
- Championnats d'Afrique 2011 au Dakar (Sénégal) :
  -  Médaille d'or en moins de 52 kg (poids mi-légers).
- Championnats d'Afrique 2012 au Agadir (Maroc) :
  -  Médaille d'or en moins de 52 kg (poids mi-légers).

### Divers
- Médaille d'or aux Jeux méditerranéens de 2005 à Almeria en moins de 48 kg.
- Médaille d'or aux Jeux africains de 2011 à Maputo en moins de 52 kg.
- Médaille de bronze aux Jeux africains de 2007 à Alger en moins de 52 kg.
- Médaille de bronze aux Jeux panarabes de 2011 à Doha en moins de 52 kg.
- Médaille d'or au Tournoi international de Nabeul 2007.
- Médaille d'argent au Super World Cup Hamburg 2004 et 2007.
- Médaille de bronze au Super World Cup Hamburg 2008.
- Médaille d'or au Grand Prix de Düsseldorf 2010.
- Médaille d'or au Tournoi international de Tre-Torri 2004, 2005, 2007 et 2010.
- Médaille d'argent au Grand Chelem de Paris 2008 et 2011.
- Médaille d'or au Grand Prix d'Amsterdam 2011.
- Médaille de bronze au Tournoi de São Paulo 2011.
- Médaille de bronze au World Master d'Almaty 2012.